# ويل كلارك (لاعب كرة قدم أمريكية)
ويل كلارك (بالإنجليزية: Will Clarke)‏ هو لاعب كرة قدم أمريكية أمريكي، ولد في 4 مايو 1991 في بيتسبرغ في الولايات المتحدة.

## وصلات خارجية
- ويل كلارك على موقع مرجع كرة القدم المحترفة.كوم (الإنجليزية)